# Stefan Danailov

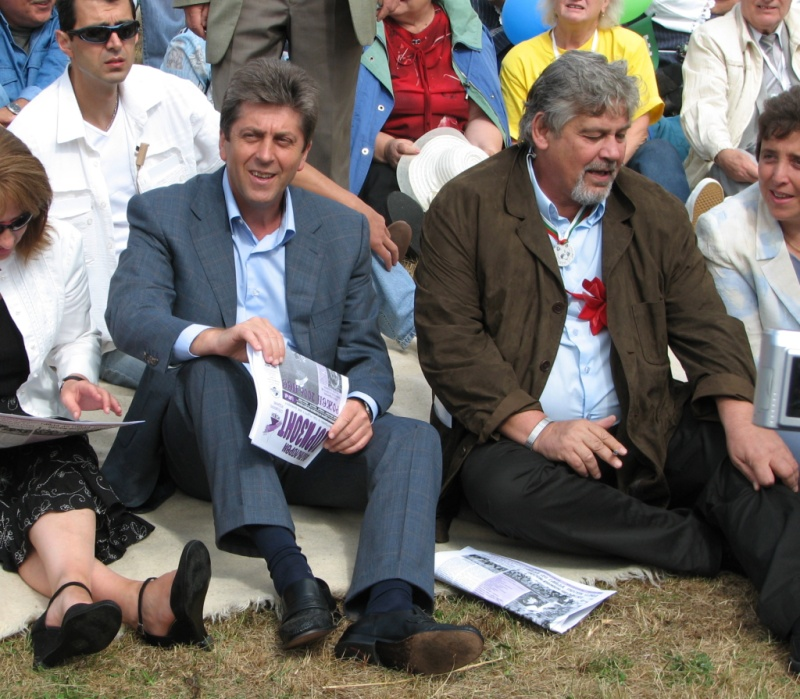
Chụp cùng Tổng thống Georgi Parvanov, 2006

Stefan Lambov Danailov (tiếng Bulgaria: Стефан Ламбов Данаилов; 9 tháng 12 năm 1942 – 27 tháng 11 năm 2019) là nam diễn viên, chính khách người Bulgaria, từng giữ chức bộ trưởng Bộ Văn hóa Bulgaria (16 tháng 8 năm 2005 – 27 tháng 7 năm 2009. Ông từng đóng hơn 150 phim, nghệ sỹ danh dự năm 1975 và nghệ sỹ nhân dân năm 1983, đảng viên đảng Xã hội Bulgaria, đại biểu Quốc hội Bulgaria khóa 39, 40, 41, 42, 43 và 44. Ở Việt Nam, ông được biết đến nhiều qua bộ phim truyền hình Trên từng cây số.